# 阿加托克利斯
阿加托克利斯（古希腊语：Ἀγαθοχλῆς，前361年或前360年—前289年）叙拉古的僭主（前317年或前316年—前289年在位）。他是希腊世界晚期僭主政治最杰出的代表。

## 生平
阿加托克利斯生于西西里希梅拉古罗马浴场（今泰尔米尼伊梅雷塞）。他的出身十分低微，曾经做过陶器工人，后来因为军事天才而步步高升。阿加托克利斯企图推翻叙拉古的贵族政体，许诺为破产市民免除债务和提供补贴，以及给雇佣兵分配地产，因而得到他们的支持。他的前两次推翻贵族统治的尝试都告失败，因而一再被流放。然而他在前317年再次发动政变，这第三次努力终于成功。叙拉古的贵族寡头政权下台，阿加托克利斯成为城邦的僭主。
阿加托克利斯延续了叙拉古统治者与迦太基争夺西西里主导的政策。在他统治时期，叙拉古与迦太基之间战争不断，双方都未能取得绝对优势。在前310年的军事行动中，叙拉古的兵锋抵达了迦太基城本部。
阿加托克利斯在叙拉古的统治十分开明。他的治理深得民心以至于他在前304年开始使用西西里国王的头衔。在对外政策方面，阿加托克利斯征服了西西里岛上的几乎所有希腊城邦，并与埃及国王托勒密一世结成同盟。阿加托克利斯于前299年侵入意大利，征服了亚得里亚海中的希腊殖民地克基拉岛（科孚岛）。
前289年，阿加托克利斯在向南意大利进军途中去世。相傳死因是敵軍的內奸在他進食的牙籤上餵毒而身亡；又一說是因為無法忍受牙籤刺傷的痛苦，導致精神錯亂下飛奔至壁爐中而被活活燒死。
阿加托克利斯统治时期是叙拉古乃至整个西西里在古代最繁荣的时期。

## 资料来源
- 《苏联历史百科全书·人物卷》，中文版，1961年~1973年